# Maksim Karpov (cầu thủ bóng đá, sinh 1995)
Maksim Olegovich Karpov (tiếng Nga: Максим Олегович Карпов; sinh ngày 17 tháng 3 năm 1995) là một cầu thủ bóng đá người Nga thi đấu ở vị trí trung vệ cho Zenit St. Petersburg.

## Sự nghiệp câu lạc bộ
Karpov ra mắt chuyên nghiệp tại Giải bóng đá chuyên nghiệp quốc gia Nga cho câu lạc bộ con F.K. Zenit-2 St. Petersburg vào ngày 15 tháng 7 năm 2013 trong trận đấu với F.K. Tosno.
Anh có màn ra mắt cho F.K. Zenit St. Petersburg  vào ngày 23 tháng 11 năm 2017 trong trận đấu tại UEFA Europa League trước FC Vardar Skopje.
Vào ngày 12 tháng 1 năm 2018, Karpov gia nhập SKA-Khabarovsk theo dạng cho mượn thi đấu phần còn lại của mùa giải 2017–18.

## Thống kê sự nghiệp

### Câu lạc bộ
Tính đến trận đấu diễn ra ngày 13 tháng 5 năm 2018.
| Câu lạc bộ            | Mùa giải            | Giải vô địch                | Giải vô địch | Giải vô địch | Cúp Quốc gia | Cúp Quốc gia | Châu lục | Châu lục  | Tổng cộng | Tổng cộng |
| Câu lạc bộ            | Mùa giải            | Hạng đấu                    | Số trận      | Bàn thắng    | Số trận      | Bàn thắng    | Số trận  | Bàn thắng | Số trận   | Bàn thắng |
| --------------------- | ------------------- | --------------------------- | ------------ | ------------ | ------------ | ------------ | -------- | --------- | --------- | --------- |
| Zenit St.Petersburg   | 2013–14             | Giải bóng đá ngoại hạng Nga | 0            | 0            | 0            | 0            | 0        | 0         | 0         | 0         |
| Zenit St.Petersburg   | 2014–15             | Giải bóng đá ngoại hạng Nga | 0            | 0            | 0            | 0            | 0        | 0         | 0         | 0         |
| Zenit St.Petersburg   | 2015–16             | Giải bóng đá ngoại hạng Nga | 0            | 0            | 0            | 0            | 0        | 0         | 0         | 0         |
| Zenit St.Petersburg   | 2016–17             | Giải bóng đá ngoại hạng Nga | 0            | 0            | 0            | 0            | 0        | 0         | 0         | 0         |
| Zenit St.Petersburg   | 2017–18             | Giải bóng đá ngoại hạng Nga | 0            | 0            | 0            | 0            | 1        | 0         | 1         | 0         |
| Zenit St.Petersburg   | Tổng cộng           | Tổng cộng                   | 0            | 0            | 0            | 0            | 1        | 0         | 1         | 0         |
| Zenit-2 St.Petersburg | 2013–14             | PFL                         | 18           | 0            | –            | –            | –        | –         | 18        | 0         |
| Zenit-2 St.Petersburg | 2014–15             | PFL                         | 21           | 1            | –            | –            | –        | –         | 21        | 1         |
| Zenit-2 St.Petersburg | 2015–16             | FNL                         | 1            | 0            | –            | –            | –        | –         | 1         | 0         |
| Zenit-2 St.Petersburg | 2016–17             | FNL                         | 25           | 0            | –            | –            | –        | –         | 25        | 0         |
| Zenit-2 St.Petersburg | 2017–18             | FNL                         | 8            | 1            | –            | –            | –        | –         | 8         | 1         |
| Zenit-2 St.Petersburg | Tổng cộng           | Tổng cộng                   | 73           | 2            | –            | –            | –        | –         | 73        | 2         |
| SKA-Khabarovsk (mượn) | 2017–18             | Giải bóng đá ngoại hạng Nga | 3            | 0            | 1            | 0            | –        | –         | 4         | 0         |
| Tổng cộng sự nghiệp   | Tổng cộng sự nghiệp | Tổng cộng sự nghiệp         | 73           | 2            | 1            | 0            | 1        | 0         | 77        | 2         |